# Fernando San Emeterio
Fernando San Emeterio Lara (ur. 1 stycznia 1984 w Santanderze) – hiszpański profesjonalny koszykarz, obecnie zawodnik Saski Baskonia i reprezentant Hiszpanii. Od początku kariery gra w lidze ACB. Koszykarką karierę rozpoczął w 2001. W latach 2001–2006 zawodnik CB Valladolid. Następnie trafił do Girony, gdzie występował w latach 2006–2008.
8 lipca 2015 roku podpisał umowę z zespołem z Walencji.

## Osiągnięcia

### Drużynowe
- Mistrz:
  - EuroChallenge (2007)
  - Hiszpanii (2010)
- Wicemistrz Eurocup (2017)
- Zdobywca:
  - Superpucharu Hiszpanii (2008, 2017)
  - Pucharu Króla (2009)
- Finalista pucharu Hiszpanii (2017)

### Indywidualne
- MVP sezonu ligi hiszpańskiej (2011)
- Zaliczony do:
  - I składu:
    - Euroligi (2011)
    - ACB (2011)

  - II składu Eurocup (2017)[2]

### Reprezentacja
- 2-krotny mistrz Europy (2011, 2015)
- Wicemistrz olimpijski (2012)
- Brązowy medalista:
  - mistrzostw Europy (2013, 2017)
  - igrzysk śródziemnomorskich (2005)